# Amphicercidus sinilonicericola
Amphicercidus sinilonicericola är en insektsart. Amphicercidus sinilonicericola ingår i släktet Amphicercidus och familjen långrörsbladlöss. Inga underarter finns listade i Catalogue of Life.